# العلاقات السنغافورية الميانمارية
العلاقات السنغافورية الميانمارية هي العلاقات الثنائية التي تجمع بين سنغافورة وميانمار.

## مقارنة بين البلدين
هذه مقارنة عامة ومرجعية للدولتين:
| وجه المقارنة                                              | سنغافورة                                                             | ميانمار          |
| --------------------------------------------------------- | -------------------------------------------------------------------- | ---------------- |
| المساحة (كم2)                                             | 719                                                                  | 676.58 ألف       |
| عدد السكان (نسمة)                                         | 5.89 مليون                                                           | 53.37 مليون      |
| الكثافة السكانية (ن./كم²)                                 | 819.19 ألف                                                           | 78.88            |
| العاصمة                                                   | سنغافورة                                                             | نايبيداو، يانغون |
| اللغة الرسمية                                             | لغة إنجليزية، اللغة الملايو، اللغة الصينية القياسية، اللغة التاميلية | اللغة البورمية   |
| العملة                                                    | دولار سنغافوري                                                       | كيات ميانماري    |
| الناتج المحلي الإجمالي (بليون دولار)                      | 323.91 مليار                                                         | 69.32 مليار      |
| الناتج المحلي الإجمالي (تعادل القوة الشرائية) بليون دولار | 472.59 مليار                                                         | 282.95 مليار     |
| الناتج المحلي الإجمالي الاسمي للفرد دولار أمريكي          | 52.89 ألف                                                            | 1.16 ألف         |
| الناتج المحلي الإجمالي للفرد دولار أمريكي                 | 82.76 ألف                                                            |                  |
| مؤشر التنمية البشرية                                      | 0.925                                                                | 0.536            |
| رمز المكالمات الدولي                                      | +65                                                                  | +95              |
| رمز الإنترنت                                              | .sg                                                                  | .mm              |
| المنطقة الزمنية                                           | ت ع م+08:00، توقيت سنغافورة المنسق ‏                                  | ت ع م+06:30      |

## منظمات دولية مشتركة
يشترك البلدان في عضوية مجموعة من المنظمات الدولية، منها:
| علم المنظمة | اسم المنظمة                        | تاريخ انضمام سنغافورة | تاريخ انضمام ميانمار |
| ----------- | ---------------------------------- | --------------------- | -------------------- |
|             | مؤسسة التنمية الدولية              | 27 سبتمبر 2002        | 5 نوفمبر 1962        |
|             | المنظمة الهيدروغرافية الدولية      | ?                     | ?                    |
|             | مؤسسة التمويل الدولية              | 4 سبتمبر 1968         | 3 ديسمبر 1956        |
|             | منظمة حظر الأسلحة الكيميائية       | ?                     | ?                    |
|             | يونسكو                             | 8 أكتوبر 2007         | 27 يونيو 1949        |
|             | الأمم المتحدة                      | 21 سبتمبر 1965        | 19 أبريل 1948        |
|             | أسيان                              | 8 أغسطس 1967          | 23 يوليو 1997        |
|             | الاتحاد الدولي للاتصالات           | 22 أكتوبر 1965        | 15 سبتمبر 1937       |
|             | منظمة الشرطة الجنائية الدولية      | ?                     | ?                    |
|             | البنك الدولي للإنشاء والتعمير      | 3 أغسطس 1966          | 3 يناير 1952         |
|             | الاتحاد البريدي العالمي            | ?                     | ?                    |
|             | وكالة ضمان الاستثمار متعدد الأطراف | 24 فبراير 1998        | 16 ديسمبر 2013       |
|             | بنك التنمية الآسيوي                | 1966                  | 1973                 |
|             | منظمة التجارة العالمية             | ?                     | ?                    |
|             | منتدى آسيان الإقليمي ‏              | ?                     | ?                    |

## وصلات خارجية
- موقع وزارة الخارجية السنغافورية
- موقع وزارة الخارجية الميانمارية